# Хамадони (район)
Район Мир Сайид Алии Хамадони, или  район Хамадони (тадж. Ноҳияи Мир Сайид Алии Ҳамадонӣ) — административный район в Хатлонской области Республики Таджикистан. Районный центр — посёлок городского типа Московский.

## История
Образован 15 сентября 1950 года под названием Чубекский район в составе Кулябской области Таджикской ССР при разукрупнении Пархарского района (административный центр — кишлак Чубек).
13 декабря 1952 года кишлак Чубек переименован в кишлак Московский, Чубекский район — в Московский район.
4 марта 1959 года к Московскому району был присоединён Шуроабадский район.
До 12 февраля 2004 года носил название Московский район. Переименован в честь персидского мыслителя Мир Сайид Али Хамадани.

## Население
Население по оценке на 1 января 2016 года составляет 137 900 человек, в том числе городское — в посёлке Московский — 16,7 % или 22 500 человек.
| Численность населения | Численность населения | Численность населения | Численность населения |
| 2019                  | 2020                  | 2021                  | 2022                  |
| --------------------- | --------------------- | --------------------- | --------------------- |
| 146 200               | ↗148 800              | ↗152 000              | ↗124 863              |

## Административное деление
В состав района входят 1 посёлок городского типа Московский и 6 сельских общин: Панджруд, Дашти Гуло, Мехнатобод, Турдиев, Чубек, Кахрамон.
| Сельские общины района Хамадони |           |
| Сельская община                 | Население |
| Московский, пгт                 | 22 500    |
| Панджруд                        | 14 092    |
| Даштигуло                       | 19 331    |
| Ходжамумин                      | 21 816    |
| Турдиев                         | 10 385    |
| Чубек                           | 18 490    |
| Заркух                          | 18 294    |

Главой района Хамадони является Председатель Хукумата, который назначается Президентом Республики Таджикистан. Главой правительства района Хамадони является Председатель Хукумата. Законодательный орган района Хамадони — Маджлис народных депутатов, который избирается всенародно на 5 лет.